# Solstice (film)
Solstice is een bovennatuurlijke thriller/horrorfilm uit 2008 onder regie van Daniel Myrick.

## Verhaal
Megan (Elisabeth Harnois) kon al tijden niet goed met haar tweelingzus Sophie (ook Harnois) opschieten, toen die plotseling zelfmoord pleegde. Megan heeft nu grote moeite door te gaan met haar leven. Wanneer ze de draad probeert op te pakken, gaat ze met haar vrienden Christian (Shawn Ashmore), Zoe (Amanda Seyfried), Alicia (Hilarie Burton) en Mark (Matt O'Leary) naar een huisje in de bossen, waar Sophie vroeger ook altijd mee naartoe ging. Daar blijft een oude sleutelhanger in de vorm van een teddybeertje, die vroeger van Sophie was, steeds weer opduiken. Er zit een sleutel aan die Megan niet thuis kan brengen.

Megans vrienden proberen in de tussentijd te bewerkstelligen dat ze het toch een beetje naar haar zin heeft. Haar verklaringen over wat ze denkt mee te maken, worden met gemengde gevoelens ontvangen. Ze groeit niettemin steeds dichter naar Christian, het oude vriendje van haar zus. Hij voelt zich al snel bedreigd door Nick (Tyler Hoechlin), een jongen die in het lokale winkeltje werkt. Megan kan namelijk prima met hem opschieten en is erg geïnteresseerd in de verhalen die hij te vertellen heeft over voodoo, waar zijn oma zich mee bezighield. Los daarvan voelt niemand zich op zijn gemak over de aanwezigheid van Leonard (R. Lee Ermey), die aan de andere kant van het meer woont. De man leeft alleen en gedraagt zich naar de mening van de groep vrienden erg zonderling. Zijn kleindochter Malin is ooit verdwenen en nooit teruggevonden, weet Nick.

## Rolverdeling
| Acteur            | Personage    |
| ----------------- | ------------ |
| Elisabeth Harnois | Megan/Sophie |
| Shawn Ashmore     | Christian    |
| Amanda Seyfried   | Zoe          |
| Tyler Hoechlin    | Nick         |
| Hilarie Burton    | Alicia       |
| Matt O'Leary      | Mark         |
| R. Lee Ermey      | Leonard      |